# لیلاند کلارک
لیلاند کلارک (انگلیسی: Leland Clark؛ ۴ دسامبر ۱۹۱۸ – ۲۵ سپتامبر ۲۰۰۵) یک دانشمند در زمینه زیست‌شیمی اهل ایالات متحده آمریکا بود.